# Acrogonia terminalis
Acrogonia terminalis är en insektsart som beskrevs av Young 1968. Acrogonia terminalis ingår i släktet Acrogonia och familjen dvärgstritar. Inga underarter finns listade i Catalogue of Life.